# Apâniekra
Apâniekra  (Apanhecra, Apãnjêkra, Canela Apâniekra, Kanela Apaniekra, Apaniekrá, Apanyekra, Aponegicran), jedno od plemena američkih Indijanaca iz grupe Canela, porodica Gé, nastanjeno u brazilskoj državi Maranhão. Apanjekre nisu bili nikada jako brojni. U kasnom 18. stoljeću bilo ih je između 400 i 500. Procjenjeno je (Nimuendajú) da ih je 1929. bilo oko 130, a kasnije im broj polako raste: 205 (1970.; Crocker); 213 (1971.); 225 (1975.); 458 (2000.), no ipak su dosta malobrojniji od svojih prvih rođaka Ramkókamekra.
Sami sebe nazivaju Canela Apâniekra, a Apâniekra znači (=narod piranja; "o povo indígena da piranha"), radi njihovog običaja bojenja donjeg dijela čeljusti crvenom bojom. 
Prvi spomen o njima čini se da potječe od vojnog časnika Francisco de Paula Ribeiro, s kraja prve dekade 19. stoljeća, a tada su živjeli u krajevima zapadno od Kapiekrana, odnosno uz rijeke Itapicuru i donji Alpercatas, kao i u dolinama rijeka Parnaíba i Balsas. U drugoj polovici 20. stoljeća njihova sela su kod Águas Clarasa (1958) i Porquinhos (1960) i nešto kasnije kod Rancharie.
I Apanyekrá i Ramkokamekrá imali su isti sistem srodstva, te nazivali 'ocem' i sina očeve sestre. No ovaj običaj (terminologiju) Apanjekre su napustili krajem 1960.-ih godina. Stanište je matrilokalno, klanova nema, ali postoje dobni razredi. Poglavicu bira vijeće staraca. 
Lov, ribolov i tropska agrikultura i sakupljanje glavne su ekonomske aktivnosti. Pjesme, ritam i plesovi identični su im s onima od Ramkokamekra, a izvode se uz pratnju maracá-zvečki, a jedan od festivala je i riblji festival (Tepiakwá) i obredi inicijacije  'Khêêtúwayê e Pepyê' . 
Pleme poznato kao Kenkateye, njihov su ogranak koji se odcijepio 1860. a 1913. su masakrirani i nestali. Selo: Porquinhos.

## Vanjske poveznice
- William H.Crocker, The Canela (Eastern Timbira), I: An Ethnographic Introduction